# Соколоваць (Дежановаць)
45°35′ пн. ш. 17°01′ сх. д. / 45.58° пн. ш. 17.02° сх. д.
Соколоваць (хорв. Sokolovac) — населений пункт у Хорватії, в Б'єловарсько-Білогорській жупанії у складі громади Дежановаць.

## Населення
Населення за даними перепису 2011 року становило 222 осіб.
Динаміка чисельності населення поселення: